# Ungdomssynd (film fra 1922)
Ungdomssynd er en tysk stumfilm fra 1922 af Robert Dinesen.

## Medvirkende
- Lotte Neumann
- Maria Forescu
- Guido Herzfeld
- Peter Ihle
- Theo Lucas
- Loni Nest